# Venner (sæson 1)
Den første sæson af Venner, en amerikansk situationskomedie skabt af David Crane og Marta Kauffman, havde premiere på NBC den 22. september 1994. Venner blev produceret af Bright/Kauffman/Crane Productions , i samarbejde med Warner Bros Television. Sæsonen indeholder 24 episoder og afsluttes den 18. maj 1995.

## Handling
Denne sæson introducerer de seks hovedpersoner: Rachel Green, Monica Geller, Phoebe Buffay, Joey Tribbiani, Chandler Bing og Ross Geller. 
Rachel, der forlod sin forlovede ved alteret på hendes bryllupsdag, er kommet til New York og ender med at bo sammen med Monica. Det vises tidligt i sæsonen, at Ross har været forelsket i Rachel, da de to gik i high school. Flere episoder er centreret omkring hans forsøg på at fortælle hende, hvordan han føler. 
I mellemtiden er Ross' nyligt fraskilte lesbisk kone Carol gravid med hans barn. Dette sætter han og Carol samt Carols lesbiske partner, Susan, i en akavet situation. Da barnet er født i slutningen af sæsonen bliver Ross, Carol og Susan enige om at kalde ham Ben: efter et navneskilt på en pedeluniform båret af Phoebe. 
Der er flere af de andre karakter som har flere dates, hvoraf mange går galt (Monica går ud med en mindreårig i en episode).
Janice introduceres som en kæreste, Chandler har et on-and-off-forhold med i løbet af følgende ti sæsoner. Rachel er chokeret over at finde ud af, at Ross er forelsket i hende . Hun skynder sig ud til lufthavnen, da han vender hjem fra Kina for at fortælle ham om sine følelser, kun for at finde ud af, at han har en ny kæreste, Julie.

## Medvirkende
| Skuespiller      | Rolle          |
| ---------------- | -------------- |
| Jennifer Aniston | Rachel Green   |
| Courteney Cox    | Monica Geller  |
| Lisa Kudrow      | Phoebe Buffay  |
| Matt LeBlanc     | Joey Tribbiani |
| Matthew Perry    | Chandler Bing  |
| David Schwimmer  | Ross Geller    |

| Skuespiller      | Roller        |
| ---------------- | ------------- |
| Jill Goodacre    | Sig selv      |
| Hank Azaria      | David         |
| Morgan Fairchild | Nora Bing     |
| Fisher Stevens   | Roger         |
| Jon Lovitz       |               |
| Helen Hunt       | Jamie Buchman |
| Leila Kenzle     | Fran Devanow  |
| George Clooney   | Dr. Mitchell  |
| Noah Wyle        | Dr. Rusell    |
| Jennifer Grey    | Mindy         |
| Leah Remini      |               |

| Skuespiller               | Rolle             |
| ------------------------- | ----------------- |
| Anita Barone/Jane Sibbett | Carol Willick     |
| Mitchell Whitfield        | Barry Farber      |
| Cosimo Fusco              | Paolo             |
| Maggie Wheeler            | Janice Hosenstein |
| Jessica Hecht             | Susan Bunch       |
| Vincent Ventresca         | Fun Bobby         |
| James Michael Tyler       | Gunther           |
| Elliott Gould             | Jack Geller       |
| Christina Pickles         | Judy Geller       |

## Afsnit
| Nr. i serie | Nr. i sæson | Titel                                                                               | Instruktør      | Forfatter                                                                                 | Oprindelig sendedato | Produktionskode |
| ----------- | ----------- | ----------------------------------------------------------------------------------- | --------------- | ----------------------------------------------------------------------------------------- | -------------------- | --------------- |
| 1           | 1           | "The One Where Monica Gets a Roommate"The Pilot "Piloten"                           | James Burrow    | David Cranne & Marta Kauffman                                                             | 22. september 1994   | 456650          |
| 2           | 2           | "The One" "Den"                                                                     | James Burrow    | David Crane & Marta Kauffman                                                              | 29. september 1994   | 456652          |
| 3           | 3           | "The One with the Thumb" "Den med tommelfingeren"                                   | James Burrows   | Jeff Astrof & Mike Sikowitz                                                               | 6. oktober 1994      | 456651          |
| 4           | 4           | "The One with George Stephanopoulos" "Den med George Stephanopoulos"                | James Burrows   | Alexa Junge                                                                               | 13. oktober 1994     | 456654          |
| 5           | 5           | "The One with the East German Laundry Detergent" "Den med det østtyske vaskepulver" | Pamela Fryman   | Jeff Greenstein & Jeff Strauss                                                            | 20. oktober 1994     | 456653          |
| 6           | 6           | "The One with the Butt" "Den med numsen"                                            | Arlene Sanford  | Adam Chase & Ira Ungerleider                                                              | 27. oktober 1994     | 004391          |
| 7           | 7           | "The One with the Blackout" "Den med med blackoutet"                                | James Burrows   | Jeff Astroff & Mike Sikowitz                                                              | 3. november 1994     | 456656          |
| 8           | 8           | "The One Where Nana Dies Twice" "Den hvor bedstemor dør to gange"                   | James Burrows   | Marta Kauffman & David Crane                                                              | 10. november 1994    | 456657          |
| 9           | 9           | "The One Where Underdog Gets Away" "Den hvor alt går galt"                          | James Burrows   | Jeff Greenstein & Jeff Strauss                                                            | 17. november 1994    | 456659          |
| 10          | 10          | "The One with the Monkey" "Den med aben"                                            | Peter Bonerz    | Adam Chase & Ira Ungerleider                                                              | 15. december 1994    | 456661          |
| 11          | 11          | "The One with Mrs. Bing" "Den med Fru Bing"                                         | James Burrows   | Alexa Junge                                                                               | 5. januar 1995       | 456660          |
| 12          | 12          | "The One with the Dozen Lasagnas" "Den med et dusin lasanger"                       | Paul Lazarus    | Jeff Astroff & Mike Sikowitz og Adam Chase & Ira Ungerleide                               | 12. januar 1995      | 456658          |
| 13          | 13          | "The One with the Boobies" "Den med brysterne"                                      | Alan Myerson    | Alexa Junge                                                                               | 19. januar 1995      | 456664          |
| 14          | 14          | "The One with the Candy Hearts" "Den med slikhjerterne"                             | James Burrows   | Bill Lawrence                                                                             | 9. februar 1995      | 456667          |
| 15          | 15          | "The One with the Stoned Guy" "Den med den stenet fyr"                              | Alan Myerson    | Jeff Greeinstein & Jeff Strauss                                                           | 16. februar 1995     | 456663          |
| 16-17       | 16-17       | "The One with Two Parts" "Den med to dele"                                          | Michael Lembeck | Marta Kauffman & David Crane                                                              | 23. februar 1995     | 456665 & 456666 |
| 18          | 18          | "The One with All the Poker" "Den med alt pokeren"                                  | James Burrows   | Jeff Astrof & Mike Sikowitz                                                               | 2. marts 1995        | 456662          |
| 19          | 19          | "The One Where the Monkey Gets Away" "Den hvor aben bliver væk"                     | Peter Bonerz    | Jeff Astrof & Mike Sikowitz                                                               | 9. marts 1995        | 456668          |
| 20          | 20          | "The One with the Evil Orthodontist" "Den med den onde specialtandlæge"             | Peter Bonerz    | Doty Abrams                                                                               | 6. april 1995        | 456669          |
| 21          | 21          | "The One with the Fake Monica" "Den med den falske Monica"                          | Gail Mancuso    | Adam Chase & Ira Ungerleider                                                              | 27. april 1995       | 456671          |
| 22          | 22          | "The One with the Ick Factor" "Den med Ick-faktoren"                                | Robby Benson    | Alexa Junge                                                                               | 4. maj 1995          | 456670          |
| 23          | 23          | "The One with the Birth" "Den med fødselen"                                         | James Burrows   | Historie af: David Crane & Marta Kauffman TV-manuskript af Jeff Greenstein & Jeff Strauss | 11. maj 1995         | 456672          |
| 24          | 24          | "The One Where Rachel Finds Out" "Den hvor Rachel finder ud af det"                 | Kevin S. Bright | Chris Brown                                                                               | 18. maj 1995         | 456673          |